# Union démocratique des bâtisseurs
L'Union démocratique des bâtisseurs — abrégé en UDB — est un parti politique gabonais. Fondé en tant que plateforme électorale sous le nom de Rassemblement des bâtisseurs (RdB) le 12 mars 2025 afin de soutenir la candidature du président de la Transition Brice Clotaire Oligui Nguema à l'élection présidentielle du 12 avril, il se transforme en parti politique le 5 juillet et adopte son nom actuel.

## Histoire

### Fondation

Logo du Rassemblement des bâtisseurs.

Le 3 mars 2025, le président de la Transition gabonaise Brice Clotaire Oligui Nguema — chef d'État depuis le coup d'État de 2023 — annonce sa candidature pour l'élection présidentielle du 12 avril 2025. Il se définit à cette occasion comme « un bâtisseur » du Gabon et ayant besoin des électeurs « pour bâtir ce pays ». Le 8 mars, lors du dépôt de sa candidature, il annonce la mise en place d'une formation qui selon lui « réunit toutes les personnes qui partagent sa vision du Gabon ». Le 12 mars, il lance officiellement à Libreville sa plateforme politique nommée le Rassemblement des bâtisseurs (RdB). La coordination générale du mouvement est confiée à Anges Kevin Nzigou, un avocat et ancien opposant,. Le RdB ouvre ses adhésions aux associations et syndicats le 15 mars. Le 19 mars, Oligui Nguema adhère officiellement à la plateforme.
La plateforme revendique avoir fédéré en son sein 4 200 associations, 84 partis politiques et 22 000 adhérents à la fin de l'élection présidentielle. On retrouve dans les soutiens l'Alliance patriotique du Premier ministre Raymond Ndong Sima, l'Union nationale de la présidente du Sénat Paulette Missambo ou le Rassemblement pour la patrie et la modernité du vice-Premier ministre Alexandre Barro Chambrier. De nombreux membres du Parti démocratique gabonais (PDG) au pouvoir jusqu'en 2023 rejoignent également la plateforme, occupant des fonctions au sein de ses coordination provinciales,.

### Transformation en parti politique et changement de nom
À la suite de la très large victoire de Brice Clotaire Oligui Nguema à l'élection présidentielle, la plateforme annonce le 14 avril la tenue d'une assemblée générale pour le 19 du même mois afin d'entamer sa transformation en parti politique. Ce changement n'a pas pour objectif de regrouper l'ensemble des partis, associations ou syndicats qui la compose mais de devenir une « matrice politique » pour une potentielle majorité à l'Assemblée nationale, selon Anges-Kevin Nzigou.
Cependant, le 16 avril la coordination générale du mouvement annonce le report de l'assemblée générale à une date ultérieure. Cette décision, justifiée par la nécessité d'une consultation plus large des coordinations provinciales, intervient dans un contexte de tensions internes croissantes liées au projet de transformation du mouvement en parti politique. Jugée prématurée par plusieurs membres, cette transition suscite des critiques notamment de l'ancienne ministre Justine Lekogo quant à l'orientation et à la structuration du RdB, initialement conçu comme une force de soutien au président dont le silence de ce dernier sur l'avenir du mouvement entretient l'incertitude,.
L'assemblée constitutive se tient finalement le 5 juillet, elle voit officiellement la transformation par Brice Clotaire Oligui Nguema du RdB en parti politique sous le nouveau nom de l'Union démocratique des bâtisseurs (UDB). Le parti a notamment l'intention de se présenter et d'obtenir une majorité pour les élections législatives prévues en septembre,.

## Résultats électoraux

### Élections présidentielles
| Élection | Candidat                     | Voix    | %     | Rang | Élu |
| -------- | ---------------------------- | ------- | ----- | ---- | --- |
| 2025     | Brice Clotaire Oligui Nguema | 588 074 | 94,85 | 1er  | Élu |